# Theo Koch
Ir. Theodoor Karel Johan Koch (Tasikmalaja 27 augustus 1902 - Leiden 15 juli 1985) was een Nederlands architect.
Theo Koch werd in 1902 op Java geboren als zoon van Carl Wilhelm Koch, ingenieur bij de Staatsspoorwegen in Nederlands-indië, en Francina Sophia Verschuur. In 1930 studeerde hij af als bouwkundig ingenieur aan de Technische Hogeschool van Delft.

## Biografie

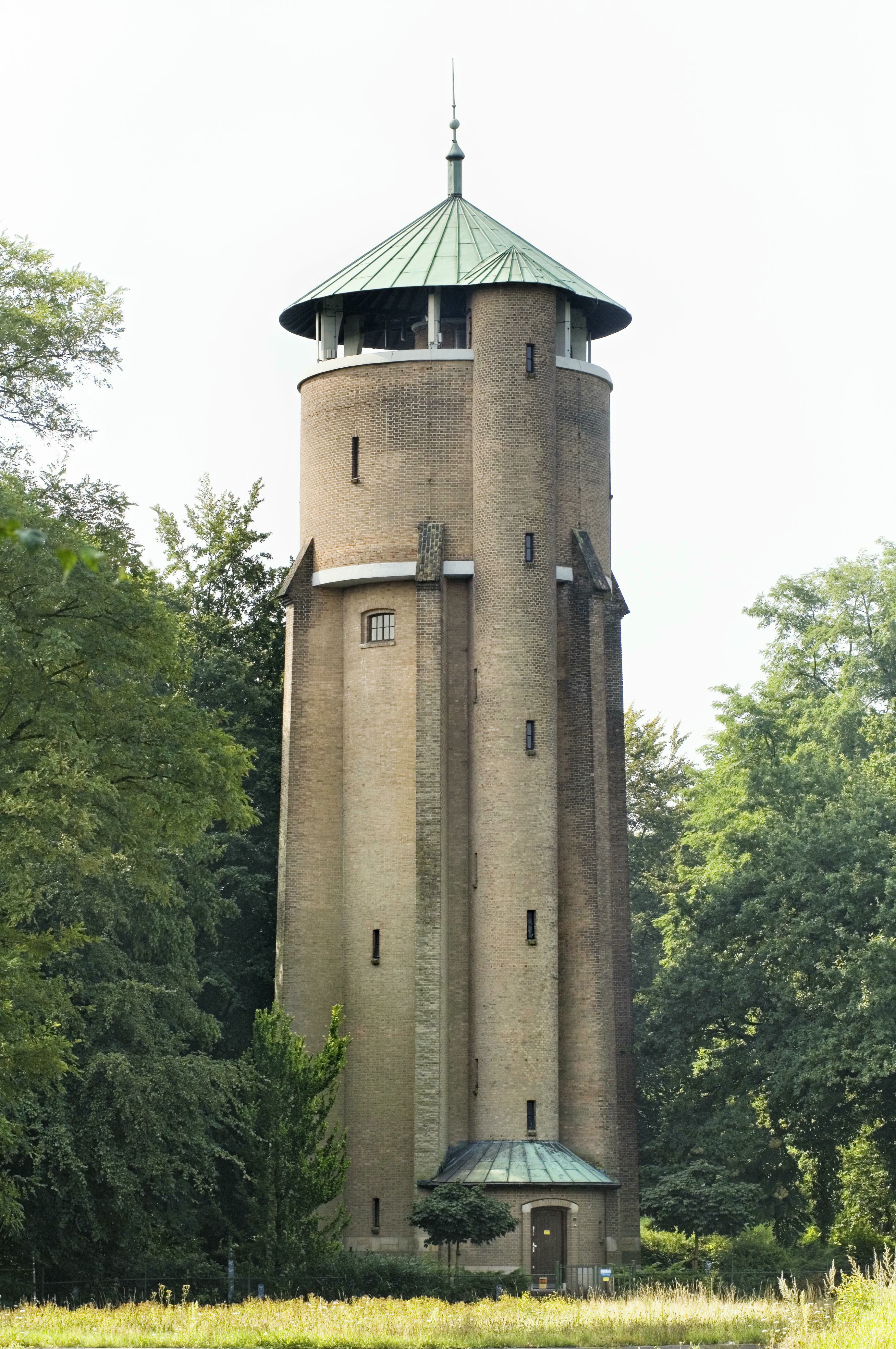
De watertoren van Wageningen. Foto Jan van Galen, Rijksdienst voor het Cultureel Erfgoed, 2007.

Koch vestigde zich als architect in Renkum. In de omgeving ontwierp hij onder andere de watertorens van Oosterbeek, Doorwerth en Wageningen. Op 21 december 1937 trouwde hij in Renkum met de Delftse Geertruida Anthonia Wilhelmina Poot (1907-2006). Met haar had hij twee zoons.
In 1938 werd Koch aangesteld als burger-ingenieur bij de genie en verhuisde het gezin naar Roosendaal. Tijdens de mobilisatie werd hij tot officier-ingenieur benoemd. Hij kreeg de rang van kapitein der genie. Na de oorlog was hij betrokken bij de wederopbouw in Rotterdam.
Op 17 december 1945 werd Koch door de gemeenteraad van Leiden benoemd tot ingenieur 1e klas bij de dienst Gemeentewerken. Hij begon zijn Leidse carrière op 1 februari 1946 als hoofd van de afdelingen bouwkunde, stedebouw en volkshuisvesting. Na een reorganisatie in 1956 was hij hoofd van de afdeling bouwkunde en 1960-1962 was hij tevens waarnemend directeur Gemeentewerken. De titel ‘stadarchitect’ was niet de officiële functienaam, maar in de praktijk werd hij wel vaak gebruikt.
Per 1 maart 1968 ging Koch met pensioen.

## Werken
Koch bouwde in zijn Leidse tijd maar liefst 36 scholen. Voor de bouw van scholen gebruikte Koch vaak het zogeheten HB-80 systeem, een prefab systeem uit Engeland. Zijn belangrijkste schoolontwerp was de Colignyschool voor meisjes (1962). Het gebouw trok de aandacht vanwege het fraaie ontwerp en noviteiten zoals een aula en een gymnastiekgebouw met zwembad in de kelder. In dit gebouw is nu het Da Vinci College gehuisvest.
Verder ontwierp Koch onder meer de stadswijk Noord en restaureerde hij historische gebouwen, zoals diverse kerken en de Burcht van Leiden.
Enkele door Koch gebouwde Leidse scholen zijn:
- Dr. A. van Voorthuysenschool voor buitengewoon lager onderwijs in de Marnixstraat (1956)
- Louise de Coligny-HBS in de Kagerstraat, nu Da Vinci College (1962)
- Sint Franciscusschool aan de César Franckstraat (1963)
- Thorbecke-ULO, met een openbare bibliotheek in het souterrain, aan de Vijf Meilaan (1967-1968)